# Epsilon Aurigae

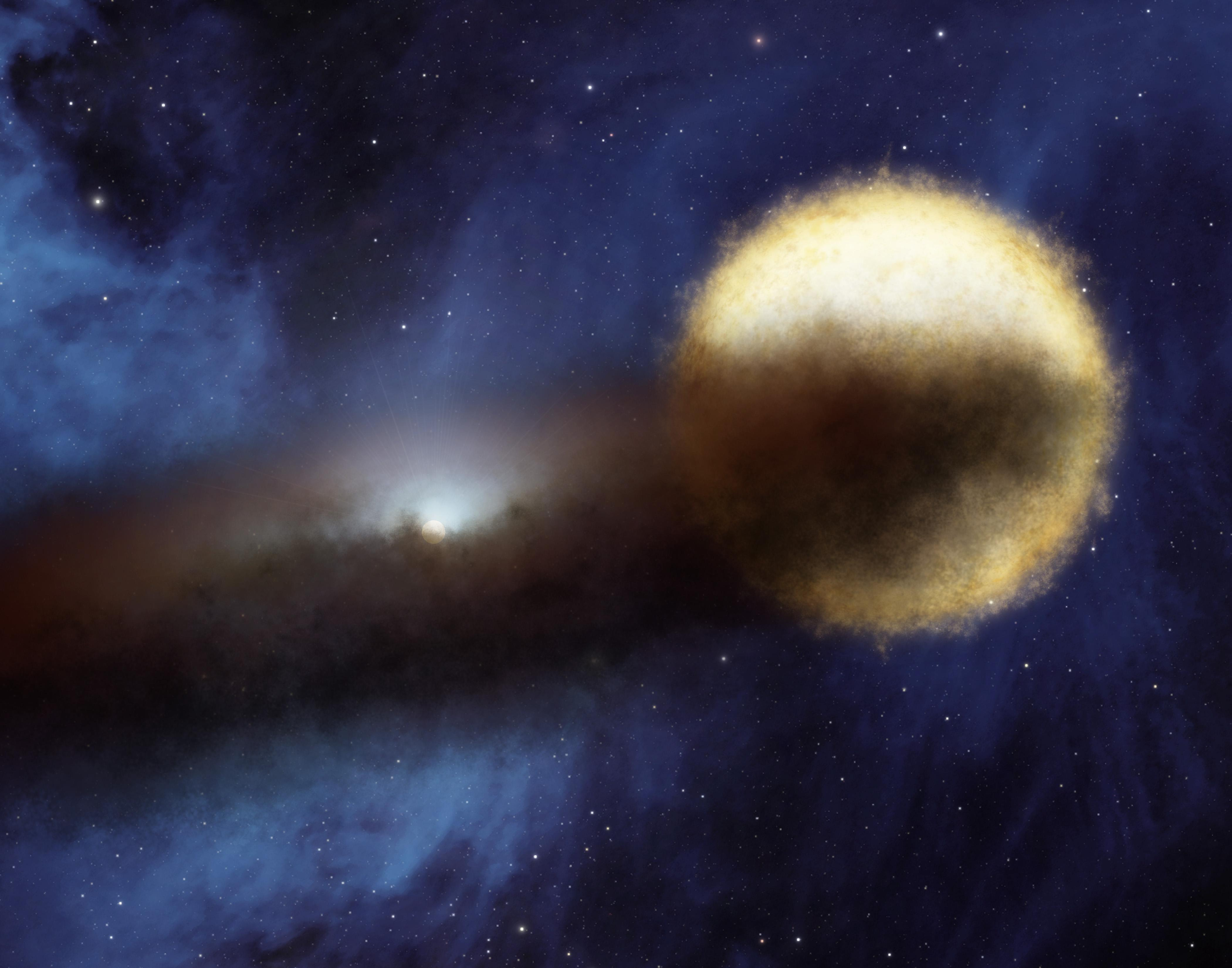
Epsilon Aurigae, a poeira e o objeto que a acompanha

Epsilon Aurigae (ε Aur / ε Aurigae) é uma estrela binária eclipsante, localizada na constelação Auriga. É tradicionalmente conhecida como Almaaz, Haldus, ou Al Anz. Epsilon Aurigae é composto por uma supergigante e uma companheira invisível, que possui aproximadamente a mesma massa. A cada 27 anos o brilho do sistema cai de uma magnitude aparente de +2,92 para +3,83. A diminuição do brilho dura entre 640-730 dias terrestres. Além do eclipse, o sistema também possui uma pulsação de baixa amplitude com um período de 66 dias. O sistema está localizado a cerca de 2 mil anos-luz da Terra.
Enigma durante muito tempo por desaparecer a cada 27 anos, ficou constatado pela visão infravermelha do Spitzer que existe um grande disco de poeira que a encombre parcialmente durante 2 anos. Esta poeira esta associada a um objeto que acompanha a estrela.